# Diccionario etimológico
Un diccionario etimológico es un repertorio en forma de libro o en soporte electrónico en el que se ordenan las palabras de una o más lenguas para analizar no el significado sino el étimo o raíz de las mismas. A menudo, los grandes diccionarios, como el Oxford English Dictionary o el Webster's, contienen algunas raíces o étimos, pero se centran en el significado de las palabras, no aspiran a conocer la etimología de todas sus referencias.
El diccionario etimológico es uno de los productos actuales más grandes en cuanto a la investigación lingüística histórica. En muchas palabras de un idioma, la etimología será incierta para muchos, puede encontrarse en disputa, o simplemente ser desconocida (por quienes no deambulan mentalmente o a quienes no se les informa). En tales probabilidades, dependiendo del espacio disponible, un diccionario etimológico presenta varias sugerencias y tal vez hace un juicio sobre su probabilidad, incluso proporciona referencias del avance de las discusiones en la literatura especializada para estos casos.
La tradición de la compilación de raíces o "derivaciones" de las palabras es premoderna; se encuentra, por ejemplo en la India (nirukta), en la lengua árabe (al-ištiqāq) y también en la tradición occidental (en obras como el Etymologicum Magnum). El diccionario etimológico en sentido moderno, sin embargo, solo aparece en el siglo XVIII. Los precursores del siglo XVII son contados, como el de Gérard Vossius, Etymologicum linguae Latinae (1662) o el de Stephen Skinner, Etymologicon Linguae Anglicanae (1671). La comprensión de las leyes fonéticas y del cambio lingüístico y su producción fue una tarea importante de la "edad de oro de la Filología" durante el siglo XIX.

## Diccionarios impresos
- Albanés
  - Kolec Topalli, Fjalor etimologjik i gjuhës shqipe. Dirraquio: Jozef, 2017. ISBN 978-9928241337.
  - Vladimir Orel, Albanian etymological dictionary. Leida: Brill, 1998. ISBN 978-9004110243.
  - Eqrem Çabej, Studime etimologjike në fushë të shqipes. 7 vols. Tirana: Akademia et Shkencave e Republikës Popullore të Shqipërisë, Instituti i Gjuhësisë dhe i Letërsisë, 1976–2014.
- Alemán
  - Elmar Seebold (coord.), Etymologisches Wörterbuch der deutschen Sprache [= Diccionario etimológico del idioma alemán], 26.ª ed. Fundado por Friedrich Kluge. Berlín: Walter de Gruyter, 2013 (1.ª ed. 1883).
  - Wolfgang Pfeifer (coord.), Etymologisches Wörterbuch des Deutschen, 7.ª ed. Múnich: dtv, 2004 (1.ª ed. 1995).
  - Gunther Drosdowsi, Paul Grebe y otros (coords.), Duden, Das Herkunftswörterbuch: Etymologie der deutschen Sprache, 5.ª ed. Berlín: Duden, 2013.
  - Sabine Krome (coord.), Wahrig, Herkunftswörterbuch, 5.ª ed. Fundado por Ursula Hermann. Gütersloh–Múnich: Wissenmedia, 2009.
- Armenio
  - Hrachia Acharian. Հայերեն արմատական բառարան [= Diccionario de raíces armenias]. 4 vols. Ereván: Universidad Estatal de Ereván, 1971.
  - Guevorg Djahukian. Հայերեն ստուգաբանական բառարան, [= Diccionario etimológico armenio]. Ereván: Academia lingüística internacional, 2010.
  - Hrach K. Martirosyan. Etymological dictionary of the Armenian inherited lexicon. Leida, Boston: Brill, 2010.
- Bretón
  - Albert Deshayes. Dictionnaire étymologique du breton. Douarnenez: Le Chasse-Marée, 2003.
- Checo
  - Holub, J., Kopečný, F. Etymologický slovník jazyka českého. Praga: Státní nakladatelství učebnic (1952) [1933]
  - Machek, Václav. Etymologický slovník jazyka českého. Praga: NLN, Nakladatelství Lidové noviny (2010 [1971]) [1957]
  - Holub, J. y S. Lyer. Stručný etymologický slovník jazyka českého se zvláštním zřetelem k slovům kulturním a cizím. Praga: SPN (1992) [1967]
  - Rejzek, Jiří. Český etymologický slovník. Voznice: LEDA (2012 [2001])
- Chino
  - Axel Schuessler. ABC Etymological Dictionary of Old Chinese. Honolulú, Hawái: University of Hawaii Press, 2007.
- Escocés
  - John Jamieson, An Etymological Dictionary of the Scottish Language (1808), revised 1879–97.
- Eslavo antiguo
  - Etymologický slovník jazyka staroslověnského (ESJS). 18 vols. (A–zakonъ). Praga: Academia, 1989– . ISBN 80-200-0222-7.
- Esloveno
  - France Bezlaj, Etimološki slovar slovenskega jezika, Liubliana: SAZU, 1977. (ISBN 86-11-14125-3)
  - Marko Snoj, Slovenski etimološki slovar, Liubliana: Založba Modrijan, 2003. (ISBN 961-6465-37-6)
- Español
  - Joan Coromines, Diccionario crítico etimológico castellano e hispánico (DCECH), 6 vols., Madrid: Gredos, 1980–91 (ISBN 84-249-1362-0)
  - Guido Gómez de Silva, Elsevier's Concise Spanish Etymological Dictionary, Ámsterdam y Nueva York: Elsevier Sciences, 1985. (ISBN 968-16-2812-8)
  - Vicente García de Diego, Diccionario etimológico español e hispánico, 2.ª ed. ampl., a cargo de Carmen García de Diego, Madrid, Espasa-Calpe, 1985 (1.ª ed. 1954)
  - Michel Bénaben, Dictionnaire étymologique de l'espagnol, París, Ellipses, 2000.
  - Edward A. Roberts, A Comprehensive Etymological Dictionary of the Spanish Language with Families of Words Based on Indo-European Roots, 2 vols. (vol. 1: A-G; 2: H-Z), s.l., Xlibris, 2014. (edición de autor)
- Finés
  - Suomen sanojen alkuperä [= El origen de las palabras finlandesas], 3 vols., Helsinki: Kotimaisten kielten tutkimuskeskus / Suomalaisen Kirjallisuuden Seura, 1992–2000 (vol. 1, A–K 1992; vol. 2, L–P 1995; vol. 3, R–Ö 2000).
- Francés
  - Alain Rey (coord.), Dictionnaire historique de la langue française, 4.ª ed., 2 vols., París: Le Robert, 2016 (1.ª ed. 1992).
  - Emmanuèle Baumgartner y Philippe Ménard, Dictionnaire étymologique et historique de la langue française, París: Livre de Poche, 1996.
  - Jacqueline Picoche, Dictionnaire étymologique du français, París: Le Robert, 1971.
  - Albert Dauzat, Jean Dubois y Henri Mitterand, Nouveau dictionnaire étymologique et historique, 2.ª ed., París: Larousse, 1964 (1.ª ed. 1938).
  - Oscar Bloch y Walther von Wartburg, Dictionnaire étymologique de la langue française, 2.ª ed. París: PUF, 1950 (1.ª ed. 1932).
  - Walther von Wartburg y Hans-Erich Keller (coords.), Französisches etymologisches Wörterbuch: Eine Darstellung des gallormanischen Sprachschatzes (FEW), 25 vols., Bonn: Klopp; Heidelberg: Carl Winter; Lipsia–Berlín: Teubner; Basilea: R. G. Zbinden, 1922–67 (desde entonces se han revisado algunos volúmenes).
- Griego
  - George Babinotis, Ετυµολογικό λεξικό της νέας ελληνικής γλώσσας [= Diccionario etimológico del neogriego], Atenas : Κέντρο λεξικογραφίας, 2010.
Griego antiguo
    - Rafał Rosół, Frühe semitische Lehnwörter im Griechischen [= Primeros préstamos semíticos en el griego], Fráncfort del Meno : Peter Lang, 2013.
    - Robert S. P. Beekes, Etymological Dictionary of Greek, 2 vols., Leida : Brill, 2010.
    - Pierre Chantraine, Dictionnaire étymologique de la langue grecque: Histoire des mots, 2.ª ed. rev., 2 vols., revisado por Jean Taillardat, Olivier Masson y Jean-Louis Perpillou, París : Klincksieck, 2009 (2.ª ed. 1994; 1.ª ed. 1968–80 en 4 vols.).
    - Hjalmar Frisk, Griechisches etymologisches Wörterbuch, 3 vols., Heidelberg : Carl Winter, 1960–72.
- Hitita
  - Alwin Kloekhorst. Etymological Dictionary of the Hittite Inherited Lexicon. Leida–Boston: Brill, 2008.
  - Jaan Puhvel. Hittite Etymological Dictionary. 10 vols. Berlín: Mouton de Gruyter, 1984–present.
- Húngaro
  - Gábor Zaicz, Etimológiai szótár : Magyar szavak és toldalékok eredete, 2.ª ed., Budapest: Tinta Könyvkiadó, 2021 (1.ª ed. 2006).
  - András Róna-Tas y Árpád Berta. West Old Turkic: Turkic Loanwords in Hungarian. 2 vols. Wiesbaden: Harrassowitz, 2011.
  - István Tótfalusi. Magyar etimológiai nagyszótár. Budapest: Arcanum Adatbázis, 2001.
- Inglés
  - Robert K. Barnhart y Sol Steinmetz (coords.), Barnhart Dictionary of Etymology. Bronx (Nueva York): H. W. Wilson, 1988 (reimpr. con el título Chambers Dictionary of Etymology).
  - Terry F. Hoad. The Concise Oxford Dictionary of English Etymology. Oxford: Oxford University Press, 1986.
  - Ernest Klein. A Comprehensive Etymological Dictionary of the English Language. 2 vols. Ámsterdam: Elsevier, 1966-67.
  - C.T. Onions (coord.), The Oxford Dictionary of English Etymology. Oxford: Oxford University Press, 1966.
  - Eric Partridge, Origins: A short etymological dictionary of Modern English. New York: Greenwich House, 1958 (reprint: 1959, 1961, 1966, 2008).
- Irlandés
  - Joseph Vendryes, E. Bachellery y Pierre-Yves Lambert (coords.), Lexique étymologique de l'irlandais ancien (LÉIA). 7 vols. Dublín: Dublin Institute for Advanced Studies; París: CNRC Éditions, 1959–1996 (incompleto).
- Islandés
  - Ásgeir Blöndal Magnússon, Íslensk orðsifjabók, 3.ª ed., Reikiavik, Orðabók Háskólans, 1995 (reimpr. 2008).
- Italiano
  - Alberto Nocentini, L’Etimologico: vocabolario della lingua italiana, con la colaboración de Alessandro Parenti, Milán : Mondadori, 2010.
  - Manlio Cortelazzo y Paolo Zolli, Dizionario etimologico della lingua italiana (DELIN), 2.ª ed., Bolonia : Zanichelli, 2004 (1.ª ed. en 5 vols., 1979-1988).
- Latín
  - Michiel de Vaan, Etymological Dictionary of Latin and the Other Italic Languages, Leida: Brill, 2008.
  - Alois Walde. Lateinisches etymologisches Wörterbuch, 3.ª ed. 2 vols. Revisado por Johann Baptist Hofmann. Heidelberg: Carl Winter, 1938–54 (1.ª ed. 1906).
  - Alfred Ernout y Antoine Meillet. Dictionnaire étymologique de la langue latine: Histoire des mots (DELL), 4.ª ed. rev. 2 vols. Revisado por Jacques André. París: Klincksieck, 1985 (4.ª ed. 1959–60; 1.ª ed. 1932).
- Letón
  - Konstantīns Karulis, Latviešu etimoloģijas vārdnīca, Riga : Avots, 1992.
- Lituano
  - Ernst Fraenkel, Annemarie Slupski, Erich Hofmann y Eberhard Tangl (coords.), Litauisches etymologisches Wörterbuch (LitEW). 2 vols. Heidelberg: Carl Winter; Gotinga: Vandenhoeck & Ruprecht, 1962–65.
  - Wolfgang Hock y otros. Altlitauisches etymologisches Wörterburch (ALEW). 3 vols. Hamburgo: Baar Verlag, 2015.
- Neerlandés
  - Marlies Philippa, Frans Debrabandere, A. Quak, T. Schoonheim y Nicoline van der Sijs (coords.), Etymologisch woordenboek van het Nederlands (EWN). 4 vols. Ámsterdam: Amsterdam University Press, 2003–09.
  - Jan de Vries. Nederlands etymologisch woordenboek (NEW), 4.ª ed. Leida: Brill, 1997 (1.ª ed. 1971).
- Polaco
  - Aleksander Brückner, Słownik etymologiczny języka polskiego, 2.ª ed., Varsovia : Wiedza Powszechna, 1957 (1.ª ed. 1927).
  - Kazimierz Rymut, Nazwiska Polaków : słownik historyczno-etymologiczny, 2 vols., Cracovia : Wydawn. Instytutu Języka Polskiego PAN, 1999/2001.
  - Andrzej Bańkowski, Etymologiczny słownik języka polskiego, 2 vols, Varsovia: Wydawnictwo Naukowe PWN; Częstochowa : Linguard, 2000 (incompleto).
  - Krystyna Długosz-Kurczabowa, Nowy słownik etymologiczny języka polskiego, Varsovia : Wydawnictwo Naukowe PWN, 2003.
  - Wiesław Boryś, Słownik etymologiczny języka polskiego, Cracovia : Wydawnictwo Literackie, 2005.
  - Izabela Malmor, Słownik etymologiczny języka polskiego, Varsovia : ParkEdukacja, 2009.
- Portugués
  - José Pedro Machado, Dicionário etimológico da língua portuguesa, 3.ª ed., 5 vols., Lisboa : Livros Horizonte, 1977 (1.ª ed. 1952).
  - Rotilde Caciano de Almeida, Dicionário etimológico da língua portuguesa, Brasília : Almeida, 1980.
  - Antonio Geraldo da Cunha, Dicionário etimológico da língua portuguesa, 4.ª ed., revisado por Cláudio Mello Sobrinho, Río de Janeiro : FAPERJ/Lexikon, 2010 (1.ª ed. 1982).
- Prusiano antiguo
  - (en lituano) Vytautas Mažiulis, Prūsų kalbos etimologijos žodynas, 2.ª ed., Vilna : Moksilo ir enciklopedijų leidybos centras, 2013 (1.ª ed. 1988–1997).
- Ruso
  - Vladimir Orel, Russian Etymological Dictionary, 4 vols., revisado por Vitaly Shevoroshkin y Cindy Drover-Davidson, Calgary (Canadá) : Octavia Press (vols. 1-3) y Theophania Publishing (vol. 4), 2007-2011.
  - Terence Wade, Russian Etymological Dictionary, Bristol : Bristol Classical Press, 1996.
  - Pavel Yakovlevich Chernykh, Историко-этимологический словарь современного русского языка [= Diccionario histórico-etimológico del idioma ruso], 3.ª ed., 2 vols., Moscú : Русский язык, 1999 (1.ª ed. 1993).
  - Max Vasmer,  Этимологический словарь русского языка, 2.ª ed., trad. y ampl. por Oleg Trubachov, 4 vols., Moscú : Прогресс, 1959-1961 (1.ª ed. con el título Russisches etymologisches Wörterbuch, 3 vols., Heidelberg : Carl Winter, 1953-58).
- Sánscrito
  - Manfred Mayrhofer, Etymologisches Wörterbuch des Altindoarischen (EWAia), 3 vols., Heidelberg : Carl Winter, 1992/1998/2001.
    - ampliación de Manfred Mayrhofer, Kurzgefaßtes etymologisches Wörterbuch des Altindischen (KEWA), 3 vols., Heidelberg : Carl Winter, 1956–1976.
- Sardo
  - Max Leopold Wagner, Dizionario etimologico sardo (DES), 2.ª ed., 2 vols., revisado por Giulio Paulis, Núoro (Cerdeña) : Ilisso, 2008 (1.ª ed. 3 vols., Heidelberg: Carl Winter, 1960–4).
  - Massimo Pittau, Dizionario della lingua sarda fraseologico ed etimologico (DILS), 2 vols., Cagliari (Cerdeña) : E. Gasperini, 2000–03.
- Serbocroata
  - Alemko Gluhak. Hrvatski etimološki rječnik. Zagreb: August Cesarec, 1993.
  - Petar Skok. Etimologijski rječnik hrvatskoga ili srpskoga jezika [= Diccionario etimológico del idioma croata o serbio]. 4 vols. Zagreb: Jugoslavenska akademija znanosti i umjetnosti, 1971–4.
- Sueco
  - Elof Hellquist. Svensk etymologisk ordbok. Lund: Gleerups, 1922-1980. (ISBN 91-40-01978-0)
  - Birgitta Ernby. Norstedts etymologiska ordbok. Estocolmo: Norstedts Förlag, 2008. (ISBN 978-91-7227-429-7)
- Turco
  - Sevan Nişanyan, Sözlerin soyağacı: çağdaş Türkçenin etimolojik sözlüğü, 5.ª ed. rev. y ampl. Beyoğlu (Estambul): Adam, 2008.
  - Gerard Leslie Makins Clauson, An Etymological Dictionary of Pre-Thirteenth-Century Turkish, Londres: Oxford University Press, 1972.
- Vasco
  - Manuel Agud y Antonio Tovar, Diccionario etimológico vasco, San Sebastián: Gipuzkaoko Foru Aldundia, 1989–1991.
  - (en alemán) Martin Löpelmann, Etymologisches Wörterbuch der baskischen Sprache. Dialekte von Labourd, Nieder-Navarra und La Soule, 2 vols., Berlín: de Gruyter, 1968.

### Familias lingüísticas
- Afroasiático
  - Vladimir Orel y Olga V. Stolbova. Hamito-Semitic Etymological Dictionary: Materials for a Reconstruction. Leida: Brill, 1995.
- Altaico
  - Sergei Starostin, Anna Dybo y Oleg Mudrak. Etymological Dictionary of the Altaic Languages. Leida: Brill, 2003.
- Celta
  - Ranko Matasović. Etymological dictionary of Proto-Celtic. Leida: Brill, 2009.
- Drávido
  - Thomas D. Burrows y Murray Barnson Emeneau. A Dravidian Etymological Dictionary (DED), 2.ª ed. Oxford: Munshirm Manoharlal / Clarendon Press, 1984 (1.ª ed. 1961).
- Eslavo
  - Rick Derksen, Etymological Dictionary of the Slavic Inherited Lexicon, Leida : Brill, 2008.
  - Этимологический словарь славянских языков. Праславянский лексический фонд / Etimologicheskiy slovar' slavyanskikh yazykov. Praslavyanskiy leksicheskiy fond (ESSJa) [= Diccionario etimológico de los idiomas eslavos : fondo léxico protoeslavo], 40 vols. (A-*pakъla), Moscú : Nauka, 1974–present.
  - Franz Miklosich. Etymologisches Wörterbuch der slavischen Sprachen. Viena: Wilhelm Braumüller, 1886. 547 pp.
- Germánico
  - Guus Kroonen. Etymological Dictionary of Proto-Germanic. Leida: Brill, 2013.
  - Vladimir Orel. A Handbook of Germanic Etymology. Leida: Brill, 2003.
  - Frank Heidermanns. Etymologisches Wörterbuch der germanischen Primäradjektive (EWgA). Berlín: Walter de Gruyter, 1993.
- Indoeuropeo
  - George E. Dunkel. Lexikon der indogermanischen Partikeln und Pronominalstämme (LIPP). Heidelberg: Carl Winter, 2014.
  - Dagmar S. Wodtko, Britta Irslinger y Carolin Schneider. Nomina im indogermanischen Lexikon (NIL). Heidelberg: Carl Winter, 2008.
  - Helmut Rix. Lexikon der indogermanischen Verben: Die Wurzeln und ihre Primärstammbildungen (LIV²), 2.ª ed. Wiesbaden: Reichert Verlag, 2001.
  - Julius Pokorny, Indogermanisches etymologisches Wörterbuch (IEW), 2 vols., Tubinga–Berna–Múnich : A. Francke, 1957/1969 (reimpr. 2005).
    - reelaboración de : Alois Walde y Julius Pokorny, Vergleichendes Wörterbuch der indogermanischen Sprachen, 3 vols., Berlín : de Gruyter, 1927–32 (reimpr. 1973).

  - Carl Darling Buck. A dictionary of selected synonyms in the principal Indo-European languages. University of Chicago Press, 1949 (paperback edition 1988).
- Urálico
  - Károly Rédei (coord.), Uralisches etymologisches Wörterbuch (UEW). 3 vols. Budapest: Akadémiai Kiadó; Wiesbaden: Harrassowitz, 1986-91.

## En línea

### Afroasiático
- – Afroasiatic Etymological Dictionary by S. A. Starostin y otros
- – Arabic Etymological Dictionary by ِAlphaya, LTD
- – Arabic Etymological Dictionary by Andras Rajki
- – Hebrew Etymological Dictionary by Isaac Fried

### Altaico
- – Altaic Etymological Dictionary by S. A. Starostin y otros
- – Chuvash Etymological Dictionary by M. R. Fedotov
- – Gagauz Etymological Dictionary
- – Mongolian Etymological Dictionary
- – Turkish Etymological Dictionary by Sevan Nişanyan "Sözlerin Soyağacı – Çağdaş Türkçe'nin Etimolojik Sözlüğü" (Third ed. Adam Y. Istanbul 2007)

### Austronesio
- – Austronesian Comparative Dictionary by R. A. Blust
- Archivado el 5 de diciembre de 2019 en Wayback Machine. – Indonesian Etymological Dictionary by S. M. Zain
- – Maori Etymological Dictionary by E. Tregear
- – Waray Etymological Dictionary

### Bantú
- – Bantú Diccionario Etimológico
- – Suajili Diccionario Etimológico
- – Suajili Diccionario Etimológico por el Mundo de la Base de datos Loanword

### Criollos
- – Bislama Diccionario de etimologías por Andras Rajki
- – Esperanto Diccionario Etimológico
- – Morisyen Diccionario Etimológico
- – Volapük Diccionario

### Indoeuropeo
- – Croatian Etymological Dictionary
- – An Online Etymological Dictionary of the English language compiled by Douglas Harper
- – Ancient Greek Etymological Dictionary by H. Frisk
- – An Etymological Dictionary of the Hittite Inherited Lexicon by Alwin Kloekhorst
- – Indo-European Etymological Dictionary by S. A. Starostin y otros
- – Gaelic Etymological Dictionary by A. MacBain
- – Gothic Etymological Dictionary by Andras Rajki
- – Nepali Etymological Dictionary by R. L. Turner
- – Romanian Etymological Dictionary
- – Russian Etymological Dictionary by Max Vasmer, Heidelberg (1962), 4 volumes
- – Swedish Etymological Dictionary by Elof Hellquist

### Urálico
- – Uralic Etymological Dictionary by S. A. Starostin y otros
- – Estonian Etymological Dictionary by Iris Metsmägi, Meeli Sedrik, Sven-Erik Soosaar
- – Finnish Etymological Dictionary
- – Hungarian Dictionary with etymologies by Andras Rajki
- – Saami Etymological Dictionary

### Otros idiomas y familias lingüísticas
- – Diccionario etimológico del vasco de R. L. Trask
- – Diccionario etimológico vasco de Michel Morvan
- – Dravidian Etymological Dictionary by T. Burrow
- – Kartvelian Etymological Dictionary by G. A. Klimov
- – Mayan Etymological Dictionary by T. Kaufman and J. Justeson
- – Munda Etymological Dictionary by D. Stampe & al.
- – North Caucasian Etymological Dictionary by S. A. Starostin y otros
- – Thai Etymological Dictionary by M. Haas